# Giant Rock

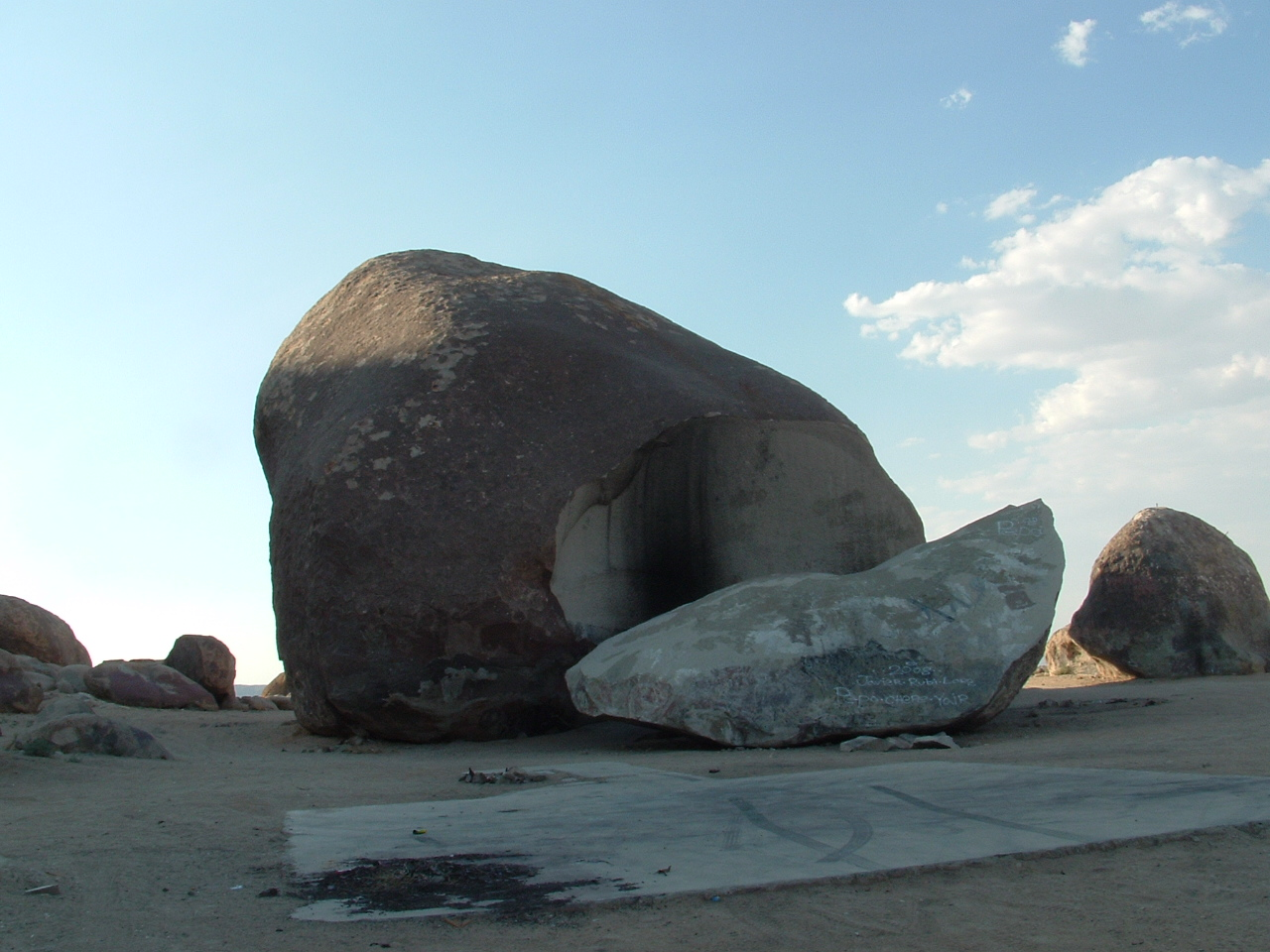
Giant Rock in Landers, Kalifornien

Giant Rock, daneben ein weißer Pick-up

Giant Rock („riesiger Felsen“) ist ein großer, freistehender Felsblock in der Nähe der Ortschaft Landers, Kalifornien, in der Mojave-Wüste. Der Felsblock bedeckte ursprünglich 540 Quadratmeter Bodenfläche. Das Gewicht der Steinformation wird auf 25.000 Tonnen geschätzt. Giant Rock wird bisweilen als größter freistehender Felsbrocken Nordamerikas und einer der größten freistehenden Felsbrocken der Welt bezeichnet.

## Geologie
Der Giant Rock besteht aus einem plutonischen Gestein ähnlich einem Granit, jedoch mit weniger Quarz und mehr Plagioklas, man spricht von Quarzmonzonit bis Granodiorit. Der Felsen entstand somit aus in der Kreidezeit tief in der Erde erkaltetem Magma, wurde anschließend angehoben und durch Verwitterung und Erosion freigelegt.
Anfang des Jahres 2000 zerbrach der Giant Rock in zwei verschieden große Teile und enthüllte sein weißliches Inneres.

## Wohnort von Frank Critzer von 1931 bis 1942
1931 zog der US-Amerikaner Frank Critzer (1886–1942) in die Gegend des Giant Rock. An der Nordseite des Felsens sprengte er mithilfe von Dynamit eine Höhle, die er als unterirdische Wohnung bezog. Bei Außentemperaturen zwischen −4 und 46 Grad Celsius war es in der von ihm geschaffenen Behausung nie kühler als 13 Grad und nie wärmer als 27 Grad. Dies war der Grund, weshalb er dort unter dem Felsblock seine Wohnung platzierte. Critzer kam am 25. Juli 1942 bei einer Dynamitexplosion in seiner unterirdischen Wohnung ums Leben, als er von der Polizei wegen eines Spionageverdachts befragt werden sollte, während die Deputy Sheriffs Claude McCraken, Harold Simpson und Fred Pratt schwere Verletzungen erlitten. Der Spionageverdacht war in dieser Zeit des Zweiten Weltkriegs aufgekommen, da der in den USA geborene Critzer angeblich einen deutschen Namen hatte und eine Funkantenne in der Nähe errichtet hatte.

## 40er bis 70er Jahre: George Van Tassel lebt in der Nähe

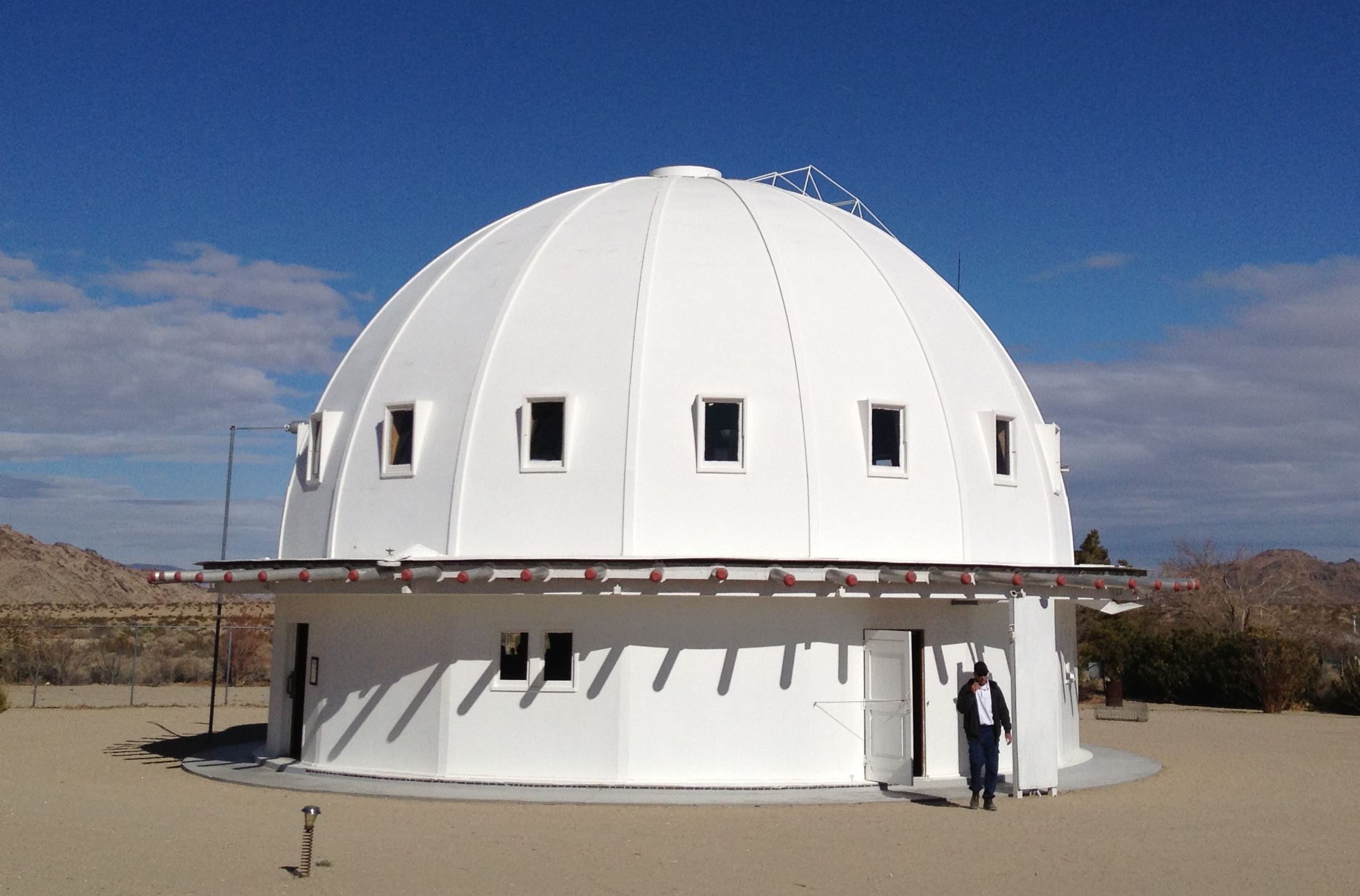
Integratron, 2012

1947 pachtete ein Bekannter von Critzer, George Van Tassel, der bis zu diesem Jahr Flugzeuginspektor und Testpilot gewesen war, in der Nähe ein Gelände, das er später kaufte. Van Tassel lebte dort mit seiner Familie und betrieb das Café Come On Inn, dazu einen Laden, eine Tankstelle und von 1947 bis 1975 den Giant Rock Airport. Van Tassel wurde an seinem neuen Wohnort als Ufologe bekannt, der im Laufe der Zeit behauptete, 1953 Kontakt mit Außerirdischen aus einem Raumschiff von der Venus gehabt zu haben. In den darauffolgenden Jahren entwickelte sich der Giant Rock zu einem Treffpunkt für UFO-Gläubige. Über fast zwei Jahrzehnte veranstaltete Van Tassel sehr gut besuchte UFO-Kongresse mit Meditationen in Frank Critzers Höhle unter dem Felsen; daneben verfasste er Bücher über Zeitreisen und Verjüngungsverfahren. Drei Meilen südlich des Giant Rock baute er in Richtung der Ortschaft Landers das Integratron, ein knapp 12 Meter hohes Gebäude, ohne Verwendung von Metallen, mit einem Durchmesser von etwa 15 Metern, mit einer Kuppel ähnlich einem Observatorium. Van Tassel hatte das Gebäude als „Verjüngungs- und Zeitmaschine“ entworfen.

## Vage Berichte über frühere Bedeutung für Native Americans
Amerikanische Ureinwohner des Joshua-Tree-Gebiets betrachteten den Felsblock als heilig, laut einer anderen Quelle fuße diese Information auf unbegründeten Internetberichten, die sich auf die Vorfahren der Serrano und Chemehuevi bezögen, die am Giant Rock spirituelle Zeremonien durchgeführt haben sollen. Die Grundlage solcher Berichte bezieht sich offenbar auf einen Brief Van Tassels, der sich letztendlich auf Berichte ortsansässiger Indianer und einen Rancher beruft.

## Spirituelle Bedeutung für New-Age-Anhänger und andere
Seit den 1920er Jahren vermuteten Hopi-Schamanen laut Atlas Obscura, dass die Zukunft des 21. Jahrhunderts am Giant Rock vorhergesagt werden würde, basierend darauf, wie der Felsen brach; inwieweit dies nur rückwirkend aus touristischen oder anderen Gründen genannt wird, ist mangels anderer Quellen, z. B. der Hopi, unklar. Nach anderer Quelle jedoch hätten die Häuptlinge „der nördlichen und südlichen Stämme“ (Hopi werden darin nicht genannt, an anderer Stelle dieser Quelle ist dann jedoch nur von einem Häuptling die Rede) dort mit den Geistern der „Rock People“ kommuniziert, die prophezeit haben sollen, dass sich „die Mutter“ eines Tages aufspalten und eine neue Ära beginnen würde. Weiter heißt es dort, dass „viele“ die jüngste Spaltung des Felsens im Jahr 2000 als erfüllte Prophezeiung sähen, was wiederum Zweifel an der dezidierten Nennung von „Hopi-Schamanen“ und den „20er Jahren“ nährt.
New-Age-Anhänger beschrieben den Standort von Giant Rock als spirituellen Wirbel, in dem sich Linien der Erde kreuzen und so mystische und psychische Energie erzeugt werde. So führten auch Anhänger der Eagle Wings of Enlightenment und andere dort spirituelle Handlungen durch.
Heute ist der Felsen teilweise mit Graffiti bedeckt.

## In der Populärkultur
- In der Handlung des Romans Gods without Men („Götter ohne Menschen“) von Hari Kunzru spielen fiktionalisierte Versionen des Giant Rock und Van Tassels eine wichtige Rolle, das Buch führe eine überzeugende Ansammlung von dysfunktionalen Charakteren und widersprüchlichen Glaubenssystemen zusammen.[14]
- Die australische Künstlerin Tina Havelock Stevens gewann 2018 den Blake Prize für ihre Videoarbeit Giant Rock (2017), die sie beim Trommeln vor dem Felsen zeigt. Sie nannte den Ort „einen spirituellen Strudel“ (‘a spiritual vortex’).[15]